# Кросновские
Кросновские (пол. Krosnowscy) — польский дворянский и графский род герба Юноша.

## История рода
Род Кросновских происходит из Мазовии, его однородцами являются Залуские. Позднее Кросновские приобрели поместья в Червонной Руси и Подолии и породнились со многими другими влиятельными семьями, в том числе с Потоцкими.
После Разделов Польши часть Кросновских оказалась подданными России, а другая часть — подданными Австрии. В Российской империи Кросновские признавались в графском достоинстве. Австрийское правительство, со своей стороны, дважды признавало две ветви рода в графском достоинстве (польск.). В первый раз подтверждение графского титула и графский герб, основанный на фамильном гербе Юноша, получил Игнатий Кросновский 17 апреля 1791 года. Второй раз, права на графский титул и другой, несколько более скромный графский герб, были подтверждены за Марцелием Викентием Антонием Кросновским  21 августа 1840 года. Запрашивая от австрийского правительства подтверждение прав на графский титул, М. В. А. Кросновский аргументировал это тем, что его отец, Антоний Кросновский в 1802 году в Российской Империи числился графом. Прошение было удовлетворено. 
В австро-венгерской Галиции и Лодомерии именовались графами фон Кросновскими. 

## Известные представители
- Кросновский, Александр (ок. 1670—1731) — полковник кавалерии речи Посполитой, депутат Сейма.
- Кросновский, Валентий Владислав  (ум. 1878) — активный участник Польского восстания 1830 года, в дальнейшем — эмигрант.
- Кросновский, Войцех (ум. 1735) — настоятель Львовского кафедрального собора (католического).
- Кросновский, Николай (ок. 1590—1653) — католический архиепископ Львова в 1645—1653 годах.
- Кросновский, Николай Франциск (1650—1723) — польский военный и государственный деятель, воевода черниговский (1717—1723).

## Галерея

Графский герб Игнатия Кросновского (1791)
Графский герб Марцелия Кросновского (1840)